# Os
Pour les articles homonymes, voir OS.

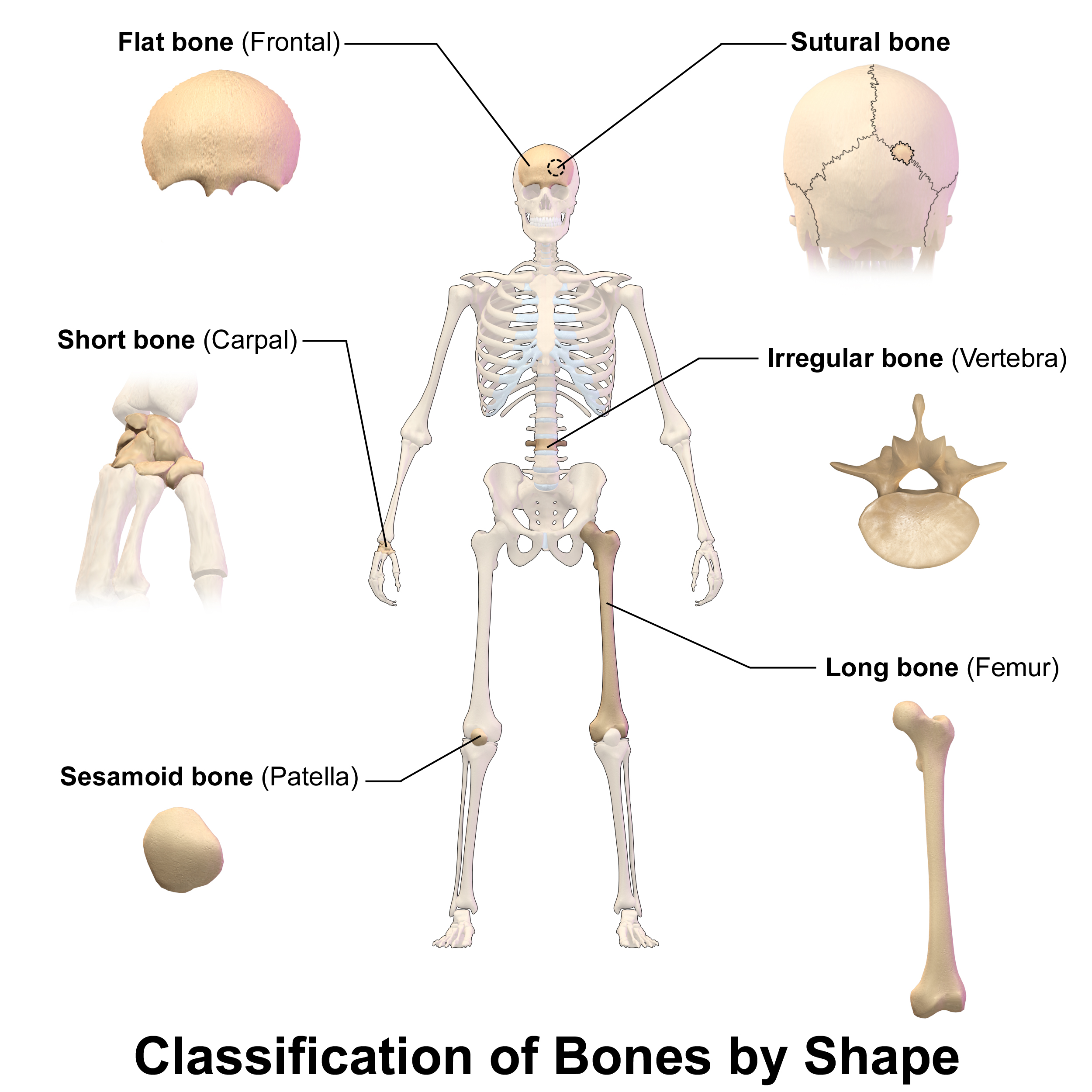

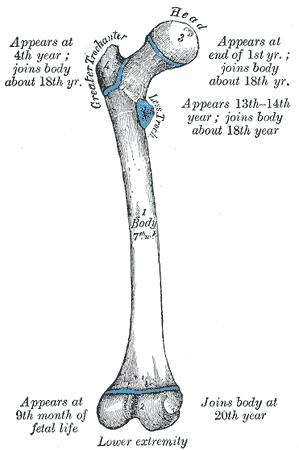
Illustration d'un fémur humain extraite de Henry Gray's Anatomy of the Human Body.

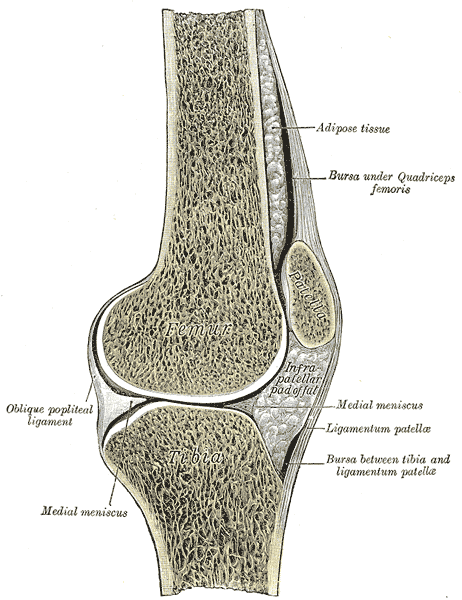
La forme des os traduit l'adaptation évolutive aux fonctions qu'ils remplissent pour l'organisme.

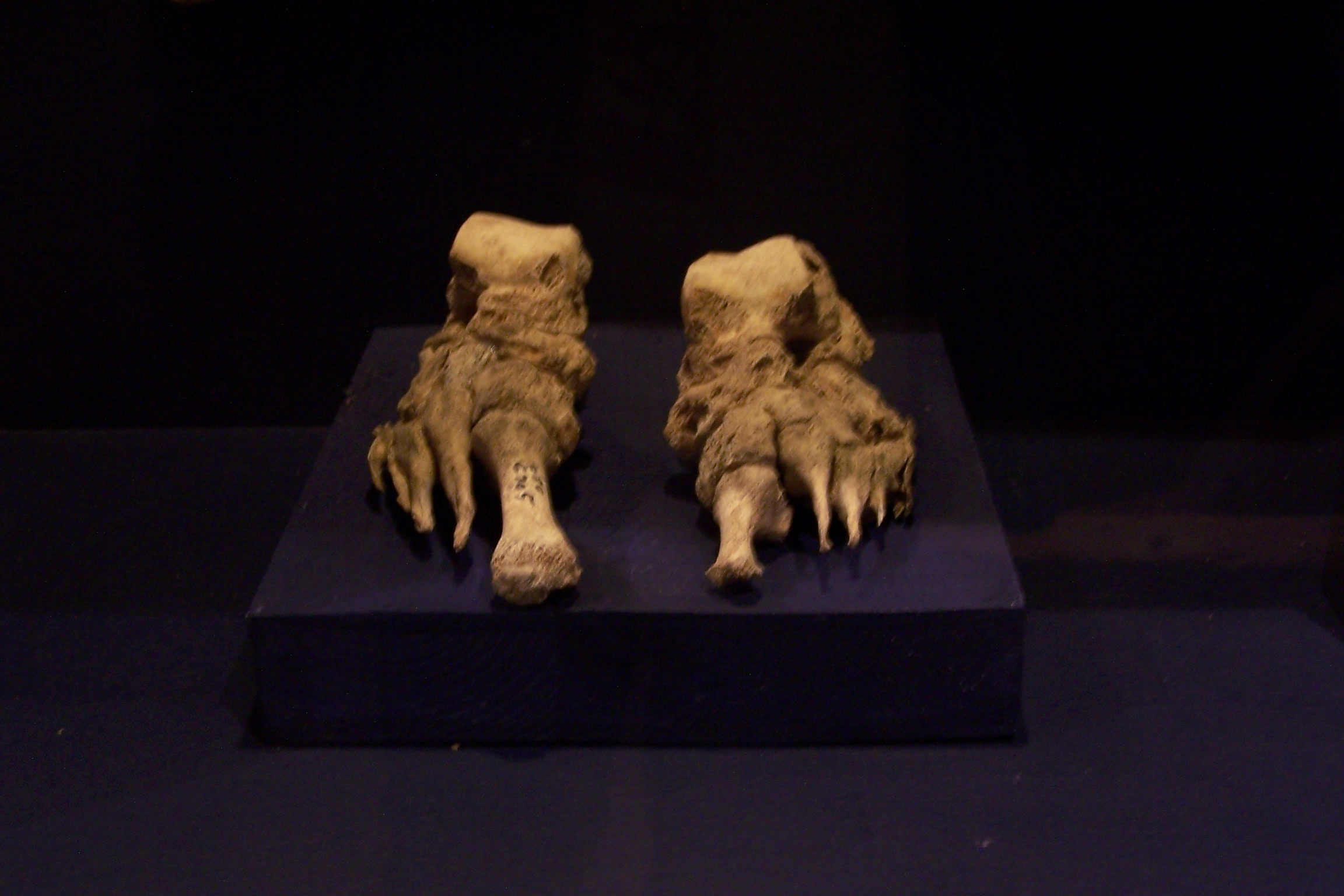
Os de pieds déformés par la lèpre.

Un os est un organe des Vertébrés, essentiellement constitué d'un tissu conjonctif solidifié qu'on appelle aussi os. Grâce à leur structure, les os sont à la fois légers, souples et solides ; ceux des oiseaux contiennent de l'air et sont particulièrement légers.
L'ensemble des os d'un animal constitue son squelette. Chez un nourrisson humain, on dénombre jusqu'à 270 os ; chez un adulte, on en compte 206.
Dans le règne animal, des évolutions alternatives dans la constitution du squelette par rapport à l'os sont la coquille et l'exosquelette de chitine. Chez certains vertébrés (notamment les tortues), les os qui étaient internes sont devenus externes en se transformant en carapace.

## Fonctions
Les os supportent les structures corporelles, protègent les organes internes, et (en conjonction avec les muscles) facilitent le mouvement ; ils sont également impliqués dans la formation des cellules sanguines, le métabolisme du calcium, et le stockage de minéraux. Ils peuvent jouer un rôle de détoxification de l'organisme, par exemple en fixant le plomb (mais en le relarguant ensuite peu à peu, au risque de produire un « Saturnisme différé » dans le temps).

## Typologie
Il existe cinq types d'os, selon leur forme :
- les os longs présentent une de leurs dimensions nettement plus grande que les deux autres. Ils présentent un corps ou diaphyse et deux extrémités ou épiphyses. Diaphyse et épiphyse sont reliées par une zone qui est le siège de la croissance : la métaphyse ou cartilage de croissance aussi appelé cartilage de conjugaison. Celui-ci ne s'ossifie complètement qu'à la fin de la croissance. Exemples : fémur, tibia,
  - la diaphyse, constituée de tissu compact épais appelé corticale ou cortex. Elle est creusée du canal médullaire rempli de moelle osseuse jaune, et entourée d'une membrane (le périoste) riche en vaisseaux nourriciers qui participent à l'ossification en épaisseur,
  - les épiphyses, situées aux extrémités : une épiphyse distale (caudale) et une proximale (crâniale). Elles sont formées de tissu spongieux, très riches en moelle rouge hématopoïétique et recouvertes de cartilage articulaire,
  - la métaphyse, région située entre la diaphyse et l'épiphyse ;
- les os courts ont leurs trois dimensions sensiblement égales. Ils sont composés d'un noyau d'os spongieux entouré d'une corticale d'os compact. Exemples : carpes, tarses ;
- les os plats ont une dimension nettement plus courte que les deux autres. Ils sont composés de deux couches d'os compact, les tables externe et interne, enfermant une couche d'os spongieux (dite en diploë). Exemples : sternum, côtes, scapula, os pariétaux ;
- les os sésamoïdes, de petits os annexés à des ligaments. Exemple : patella (rotule) ;
- les os irréguliers n'appartiennent à aucun autre type d'os[2] :
  - les os rayonnés possèdent un corps duquel partent des expansions. Exemple : vertèbres,
  - les os arqués, comme la mandibule,
  - les os papyracés, constitués de fines lamelles osseuses. Exemple : palatin.

Quelle que soit leur forme, si leur os spongieux possède des travées remplies d'air on parle d'os pneumatiques.
La typologie osseuse peut également se baser sur l'origine et le type d'ossification :
- les os membraneux sans origine cartilagineuse ;
- les os ondochondraux qui s'ossifient à partir d'un cartilage.

Certains os présentent des petites excroissances que l'on nomme apophyses ou processus.
Une nouvelle classification des os est proposée : la classification de Carthage. Cette classification ne se base pas sur la forme des os, mais sur les tissus qui les composent à savoir tissu osseux et tissu cartilagineux.
Avec cette typologie on distingue ainsi deux types d'os :
- os avec cartilage : les épiphyses et les os courts. Les os avec cartilage se développent dans la vie extra utérine, après la naissance. Ce sont des os de mobilité. Ils sont incomplètement visibles sur les radios simples. Leurs fractures perturbent la mobilité articulaire. Sur le plan chirurgical l'ostéosynthèse se fait par tuteur (interne vis, clou, lames) ;
- os sans cartilage : les diaphyses et les os plats. Les os sans cartilage se développent pendant la vie intra utérine, avant la naissance. Ce sont des os de la statique. Ils sont entièrement visibles sur les radios simples. Leurs fractures gênent la statique. sur le plan chirurgical, l'ostéosynthèse est double (tuteur interne clou centro médullaire) et tuteur externe (plaques).

### Configuration externe
On distingue à la surface des os des reliefs :
- des saillies (bosses) :
  - articulaires : les têtes articulaires, présentant à leur surface du cartilage articulaire,
  - non articulaires : expansions de plusieurs types : processus, tubérosités (volumineuses : elles servent à la traction mécanique), tubercules (moins volumineux que les tubérosités), crêtes, épines (par exemple, sur les vertèbres) ;
- des dépressions (creux) :
  - articulaires : les fosses articulaires font face aux têtes articulaires,
  - non articulaires : plusieurs types : sillon, gouttière, fosse ;
- des foramens nourriciers (ou trous nourriciers ou trous vasculaires) qui se prolongent par des canaux nourriciers :
  - de 1er ordre, laissant passer les artères nourricières,
  - de 2e ordre, laissant passer de plus petits vaisseaux,
  - de 3e ordre, pour le passage des nerfs.

### Interactions
Les zones de contact entre deux os sont appelées les articulations. Ces articulations peuvent être fixes ou plus ou moins mobiles.
Les os sont également reliés les uns aux autres par le biais de ligaments interosseux. Ce sont des bandes de tissu conjonctif, à la fois souples et résistantes.
Les ligaments sont à différencier des tendons, qui relient chacun un os à un muscle squelettique.
L'ensemble des os, des articulations, des ligaments interosseux, des tendons et des muscles squelettiques forme l'appareil locomoteur.

## Histologie

### Structure et constitution

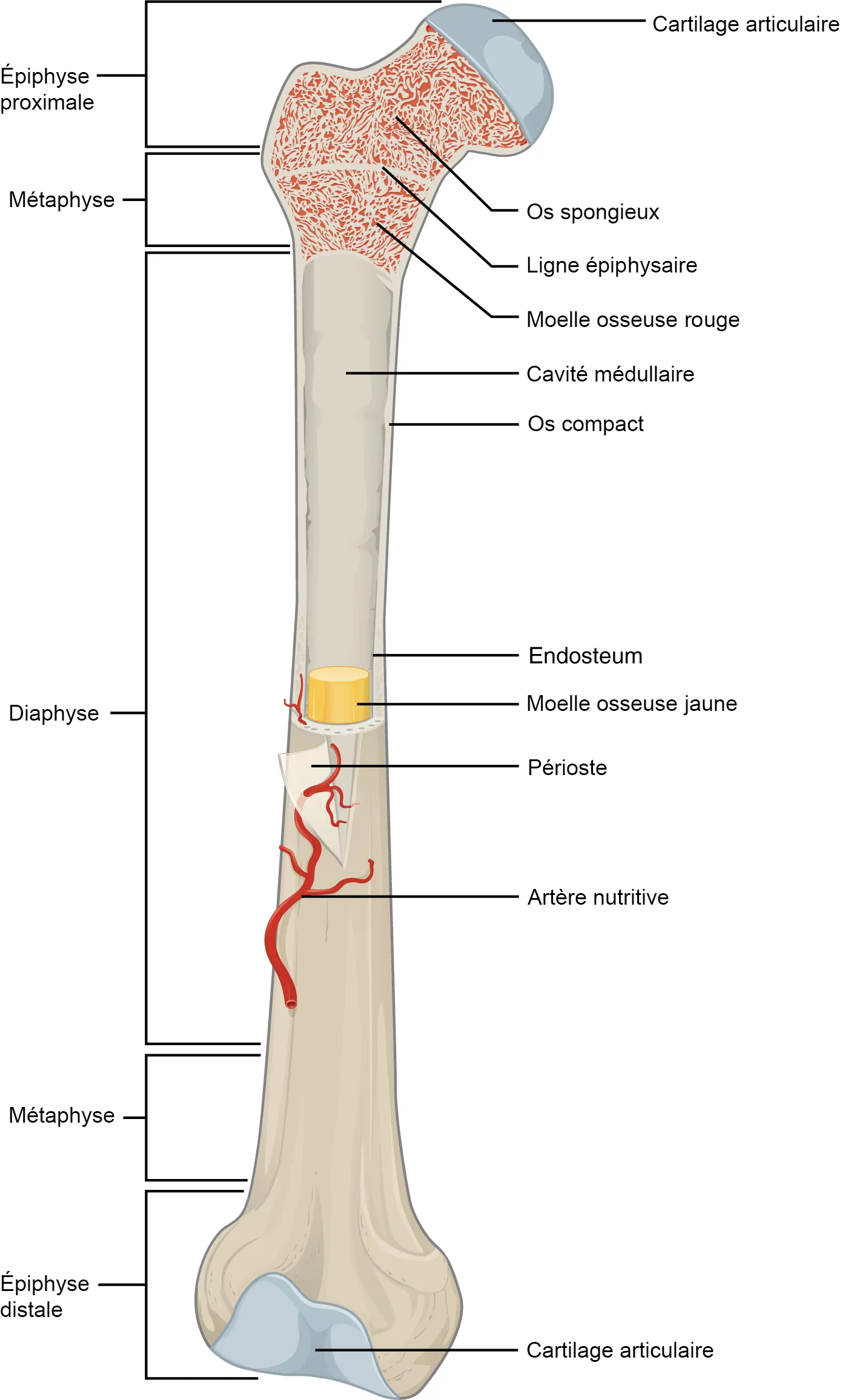
Schéma de l'anatomie d'un os long

On distingue pour tout os deux parties dans le tissu osseux proprement dit :
- une partie centrale (os spongieux) : ce tissu spongieux est riche en cellules conjonctives adipeuses et en éléments sanguins mais sa résistance est faible (en cas de fracture, il s'écrase facilement). Il est situé notamment dans l'os trabéculaire des os longs (à l'intérieur des épiphyses)
- une partie périphérique (os compact) : c'est une partie osseuse dense, dure et très résistante formant un manchon plus ou moins épais (donnant naissance à la cavité médullaire dans les os longs).

Les os sont de plus entourés d'une fine enveloppe conjonctive (ne se situe qu'aux surfaces non recouvertes de cartilage) : le périoste, contribuant à l'innervation, la croissance et à la cicatrisation de l'os.
La partie minérale des os est composée essentiellement de phosphate de calcium apatitique dont la structure dépend du type de l'os et de son âge.

### Cellules osseuses

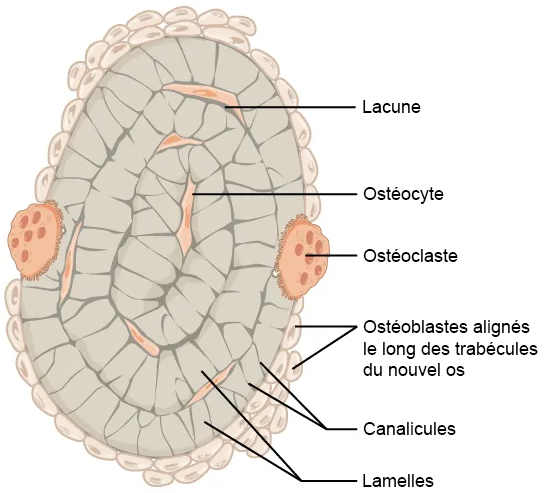
Schéma du tissu osseux

On distingue 2 catégories de cellules osseuses : les ostéoblastes (et leurs cellules dérivées : ostéocytes et cellules bordantes) et les ostéoclastes.
Les ostéoblastes ont une origine mésenchymateuse. Elles sont reliées entre elles par des gap junctions. Elles sont à la surface de l'os en croissance, alignées sur les surfaces osseuses. Ce sont des cellules cuboïdes, 20 micromètres de diamètre, avec un gros noyau à l'opposé de la surface apposée sur l'os. Leurs contours sont irréguliers et ils possèdent des prolongements leur permettant le contact avec d'autres ostéoblastes ou ostéocytes. Leur rôle est d'élaborer le tissu osseux immature (tissu ostéoïde) et de permettre sa calcification en élaborant des protéines initiant la cristallisation (sialoprotéine osseuse (en) (BSP) / phosphoprotéines) et des enzymes permettant l'entretien de la calcification (phosphatase alcaline). Ils agissent aussi indirectement dans la résorption du tissu osseux en élaborant des substances agissant sur l'ostéoclaste.
Après un certain nombre de divisions, l'ostéoblaste élabore la matrice osseuse autour de lui ; dans un premier temps au niveau de la surface osseuse puis il s'entoure et se transforme en ostéocyte ou en cellules bordantes (=cellule de réserve, aplatie et ayant la capacité de se re-différencier en ostéoblaste), elles conservent leurs gap junctions qui leur permettent la diffusion des éléments nutritifs.

### Matrice osseuse
Pour des raisons techniques, il est temporairement impossible d'afficher le graphique qui aurait dû être présenté ici.

Constituants de l'os humain adulte, :
- Hydroxyapatite et faibles quantités d'autres minéraux (65 %)
- Eau (25 %)
- Protéines dont 90  % de collagène (10 %)

L'os est un ensemble de tissus. Le tissu osseux est un tissu conjonctif spécialisé. Il est donc constitué d'une matrice extracellulaire et de cellules. La matrice extracellulaire a 3 composantes : la substance fondamentale, les fibres et les glycoprotéines structurales.
La substance fondamentale est constituée de glycosaminoglycanes sulfatés comme les chondroïtines sulfates et héparanes sulfates (au rôle anticoagulant), d'acide hyaluronique, d'eau, d'ions, de dépôts de sel de calcium. La matrice minérale représente environ 70 % du poids de l'os sec. Parmi les sels minéraux on trouve des cristaux d'hydroxyapatite (ou phosphate tricalcique) : ces cristaux suivent les fibres de collagène, des carbonates de calcium, des phosphates de magnésium. La matrice organique est faite essentiellement de collagène sous forme de larges fibres agencées en lamelles, de protéoglycanes et de protéines non collagéniques spécifiques du tissu osseux comme l'ostéopontine (lie les cellules (ostéocytes) aux cristaux d'hydroxyapatites), l'ostéonectine et l'ostéocalcine. On retrouve aussi des protéines enfouies dans la matrice, d'origine non osseuse (fétuine, immunoglobulines, …).
Les fibres sont principalement des fibres de collagène de type I (80 %) et XII, son collagène associé. On ne trouve jamais de collagène de type II qui est rencontré uniquement dans le cartilage. Les fibres sont parallèles les unes aux autres et sont organisées en fonction des forces de pressions exercées.
Si les ostéoblastes forment le tissu osseux, les ostéoclastes le détruisent. Ils creusent des surfaces d'érosion, les lacunes de Howship.

## Développement

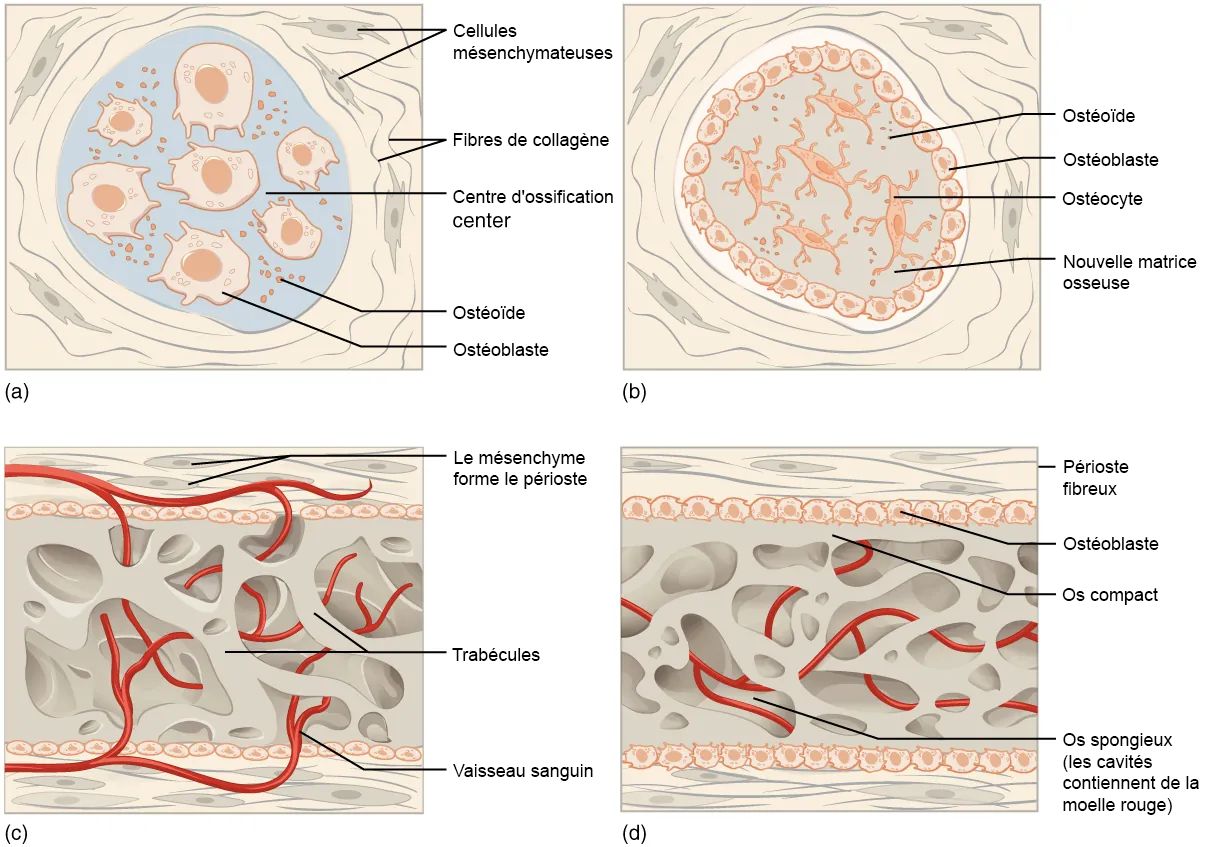
Formation des os

Les os de l'enfant sont plus mous que ceux de l'adulte et contiennent plus d'eau. L'ossification, c'est-à-dire le durcissement des tissus fibreux ou cartilagineux qui se transforment en os, se fait graduellement de l'enfance à la puberté. L'ossature de tout le corps se consolide selon la règle des développements proximo-distal (du plus proche au plus loin) et céphalo-caudal (du cerveau à la queue). Par exemple, les os des épaules durcissent avant ceux du pied.
La formation de l'os débute vers la 9e semaine chez le fœtus. Elle se fait à partir d'une « maquette » de cartilage par ossification enchondrale. ou de tissu fibreux par ossification endomembraneuse. L'ossification endomembraneuse est celle des os de la voûte crânienne et du maxillaire ; elle a une origine mésenchymateuse. L'ossification endochondrale est celle des os longs, des vertèbres, des os du pelvis et de la base du crâne. 
L'ossification d'un os débute par un ou plusieurs centres d'ossification primaires, suivis parfois d'un ou plusieurs centres d'ossification secondaires.

### Ossification endomembraneuse
Lors de l'ossification endomembraneuse, le tissu mésenchymateux, riche en fibroblaste donne des ostéoblastes après recrutement et différenciation. Il y a production de matrice ostéoïde. Cela se fait dans des zones particulières : les centres d'ossification primaires. Elles sont peu minéralisées. Après la naissance, ces zones fusionnent et se minéralisent complètement.
Les os générés par ce type d'ossification sont les os dits membraneux.

### Ossification endochondrale

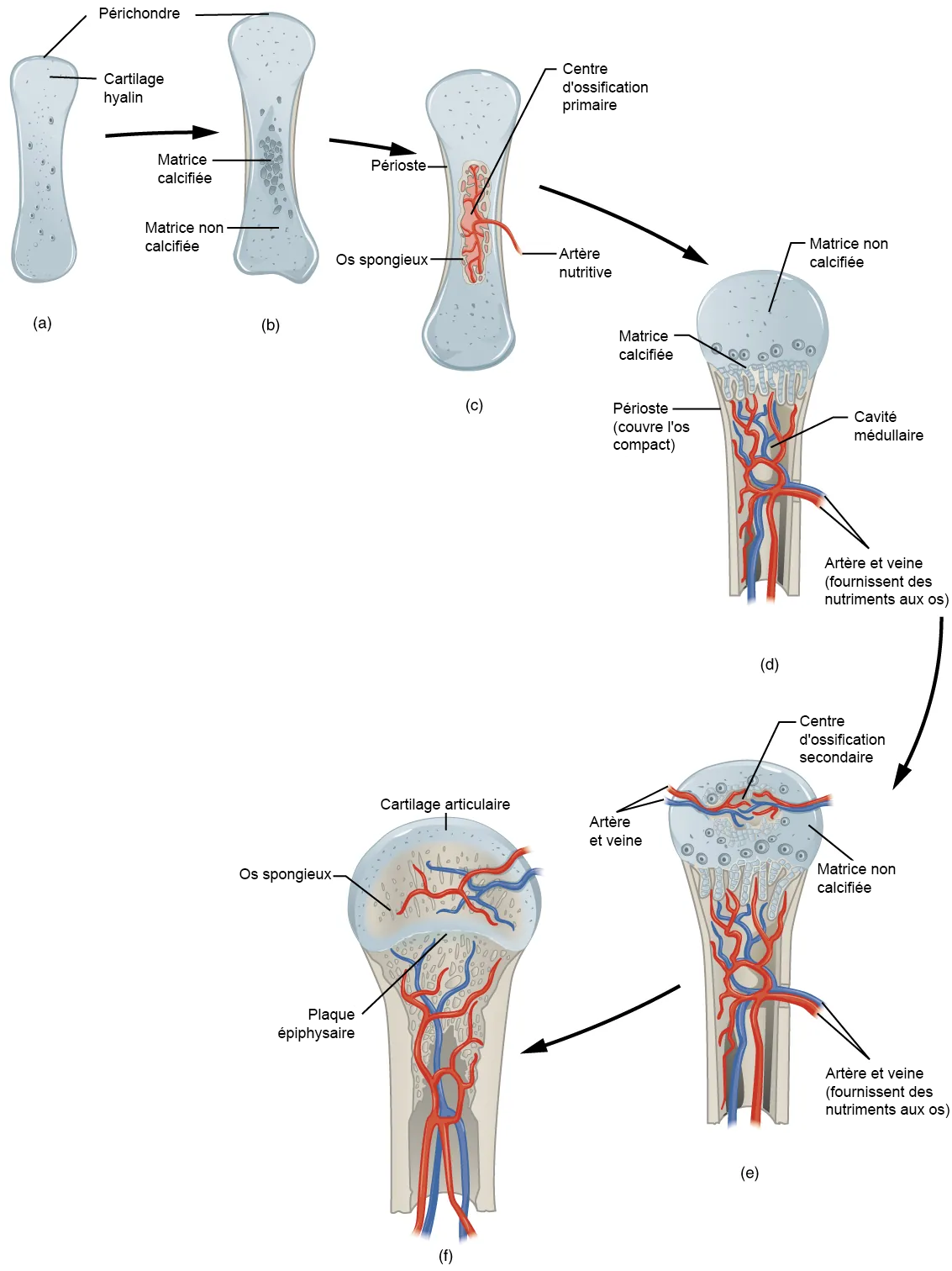
Processus d'ossification endochondrale

L'ossification endochondrale débute donc au stade fœtal. À la naissance, seules les extrémités des os longs sont faites de cartilage. Ce n'est que vers l'âge de 18-21 ans, que le cartilage disparaît complètement des extrémités des os longs. À ce moment, la croissance est complètement arrêtée.
L'ossification endochondrale débute par des centres d'ossification primaires dans la partie moyenne de la matrice cartilagineuse. Contrairement à l'ossification endomembraneuse elle ne consiste pas en une transformation du tissu cartilagineux en tissu osseux. Elle se fait en deux étapes : une destruction de la matrice cartilagineuse puis son remplacement par du tissu osseux. L'ossification primaire du périchondre (futur périoste) entraîne une transformation des chondrocytes : ils s'hypertrophient et dégénèrent. Dans cette zone hypertrophique, les sels de calcium précipitent et donnent un cartilage calcifié. Les chondrocytes prisonniers de cette matrice calcifiée, dégénèrent et ne sécrètent plus d'angio-inhibiteur. Il se produit une néovascularisation ; les chondroclastes creusent des cavités dans le cartilage calcifié. Les fragments de cartilages échappant aux chondroclastes servent de supports aux pré-ostéoblastes arrivés avec les bourgeons vasculaires. Les pré-ostéoblastes donnent des ostéoblastes qui sécrètent la matrice ostéoïde, celle-ci se minéralise pour donner de l'os. Les ostéoclastes sont à l'origine du canal médullaire. En périphérie, on retrouve la plaque épiphysaire qui contient du cartilage hyalin, du cartilage sérié (dû à la prolifération active des chondroblastes), du cartilage hypertrophique, du cartilage hypercalcifié, une ligne d'érosion (qui résulte de l'action des chondroclastes), une zone ostéoïde et une zone ossifiée. Cette plaque persiste jusqu'à ce que l'os ait atteint sa taille adulte. Quand le cartilage disparaît, les épiphyses et diaphyses fusionnent : la croissance est terminée. L'ossification endochondrale est à l'origine de la croissance en longueur des os.
Les os générés par ce type d'ossification sont les os dits enchondraux ou cartilagineux.

## Liste des os du squelette humain
Le squelette humain adulte est composé de 206 os.

## Maladies osseuses

### Origine traumatique
La majorité des atteintes osseuses sont d'origine traumatique ; un choc physique, tel une chute ou un accident de la route, vient mettre en tension l'os jusqu'à son point de rupture : on parle alors de fracture. Une fracture est suivie le plus souvent d'une douleur localisée de plus ou moins forte intensité qui peut nécessiter la mise sous antalgique.
Il s'ensuit dans les semaines et les mois suivants une reconstruction physiologique de l'os par stimulation de l'activité ostéoblastique : on parle alors de cal osseux. Ce cal osseux nécessite le plus souvent la mise en contention des articulations sus et sous-jacentes pendant toute la période de cicatrisation de l'os. Lorsque la fracture est dite compliquée ou touchant certaines articulations précises, une simple contention ne suffit pas : une opération de chirurgie orthopédique est nécessaire pour éviter la formation d'un cal dit « vicieux » c'est-à-dire formant une saillie douloureuse ou déformant le membre, accentuant de ce fait l'impotence fonctionnelle du patient.
La plupart du temps les fractures se forment à partir des points de faiblesse de l'os déterminés par la matrice osseuse et les tensions mécaniques (par exemple zone d'insertion ligamentaire ou tendineuse). Certains facteurs accentuent le risque de fractures, tels l'ostéoporose, les fragilités osseuses constitutionnelles, les tumeurs bénignes, malignes et métastases, kystes et foyers infectieux.
Il existe différents types de fractures nécessitant pour chacune d'elles une prise en charge différente.

#### Les fractures simples
D'origine post-traumatique, elles font suite à un choc ou une torsion violente, elles nécessitent une prise en charge de la douleur, la réduction de la fracture, l'immobilisation du membre et la surveillance radiologique de la guérison. Certaines fractures simples nécessitent une chirurgie orthopédique lors de la réduction avec parfois la pose de matériel : clous, plaques, tiges, prothèse, etc.

#### Les fractures spontanées
Sans notion traumatique évidente, elles sont généralement le signe d'une maladie dégénérative, tumorale et parfois génétique de l'os. La réduction de la fracture s'accompagne alors de la prise en charge de la pathologie principale.

#### Les fractures engageant le pronostic vital
Elles concernent les fractures des gros os qui s'accompagnent souvent d'une hémorragie massive (de l'ordre de plusieurs litres) ou de fracture du crâne (hématome sous-dural, hématome extra-dural). L'arrêt de l'hémorragie est alors la priorité absolue avec le drainage de celle-ci. Le risque d'un choc hypovolémique justifie la mise sous perfusion.

#### Les fractures ouvertes
Les fractures ouvertes peuvent être très impressionnantes visuellement, l'os fracturé fait éruption à travers la peau. La plaie doit être nettoyée et isolée rapidement : l'os réagit très mal aux infections qui nécessitent souvent un traitement antibiotique prolongé et peuvent même obliger à un ou plusieurs curetages à long terme.
Les prises en charge médicale et chirurgicale varient ensuite considérablement en fonction de la topologie de la fracture. Dans tous les cas une surveillance radiologique de la guérison est obligatoire.

### Origine dégénérative
- Ostéopénie, ostéoporose

### Origine infectieuse
- Ostéite

### Origine génétique
- Maladie des exostoses multiples

### Origine tumorale
- Ostéosarcome
- Sarcome d'Ewing
- Cancer secondaire des os

### Autres origines
Outre des pathologies induites par des fractures osseuses ou une déformation de la colonne vertébrale, une ostéogenèse imparfaite (maladie des os de verre ou fragilité osseuse constitutionnelle), par des anomalies de croissance (maladie d'Ollier, d'origine génétique) ou de type cal osseux ou épines osseuses, ou par les problèmes posés par les rhumatismes, ou parfois par une hyperminéralisation osseuse (qui implique une hypovascularisation) ; le cancer et l'ostéoporose postménopausique sont les principales maladies graves qui concernent directement l'os chez l'Homme.
Une activité physique suffisante et un apport suffisant en calcium permettent de diminuer le risque ou l'importance de l'ostéoporose considérée par l'OMS comme le second problème de santé publique derrière les maladies cardiovasculaires ; vers 45 ans, la perte de matière osseuse (qui est la plus élevée à 18 ans) s'accélère pour atteindre en moyenne 40 % chez la femme entre 45 et 80 ans et 25 % chez l'homme.
Le cancer de l'os primitif est rare. Il s'agit surtout :
- de l'ostéosarcome, qui concerne essentiellement les os longs. Il est rarissime avant 6 ans ou après 40 ans et est plus fréquent chez les garçons que les filles. (200 cas par an en France, dont 150 chez l'enfant = 5 % des cancers des 12-25 ans, selon le site Infocancer) ;
- du « sarcome (ou tumeur) d'Ewing » ou « tumeur osseuse maligne de l'enfant et du jeune adulte » qui touche préférentiellement les os plats. Ce cancer est encore plus rare que l'ostéosarcome (2 à 3 nouveaux cas par an en France par million d'enfants de moins de 15 ans, avec un pic chez les 10-20 ans), mais il constitue pour les moins de 20 ans, la seconde tumeur maligne la plus fréquente, derrière l'ostéosarcome.

Ce sont les cancers secondaires (issus de métastases) qui sont les plus courants.
Dans tous les cas, on associe généralement la chimiothérapie et la chirurgie (dont la chirurgie reconstructrice) qui ont récemment bénéficié de nombreux progrès mais qui restent lourdes, longues, coûteuses et parfois pénibles pour le patient.
Le saturnisme n'est pas une maladie osseuse, mais un saturnisme « induit » ou « secondaire » peut être la conséquence d'une fracture, et il peut être transmis de la mère à l'enfant.

## Usages

### Histoire

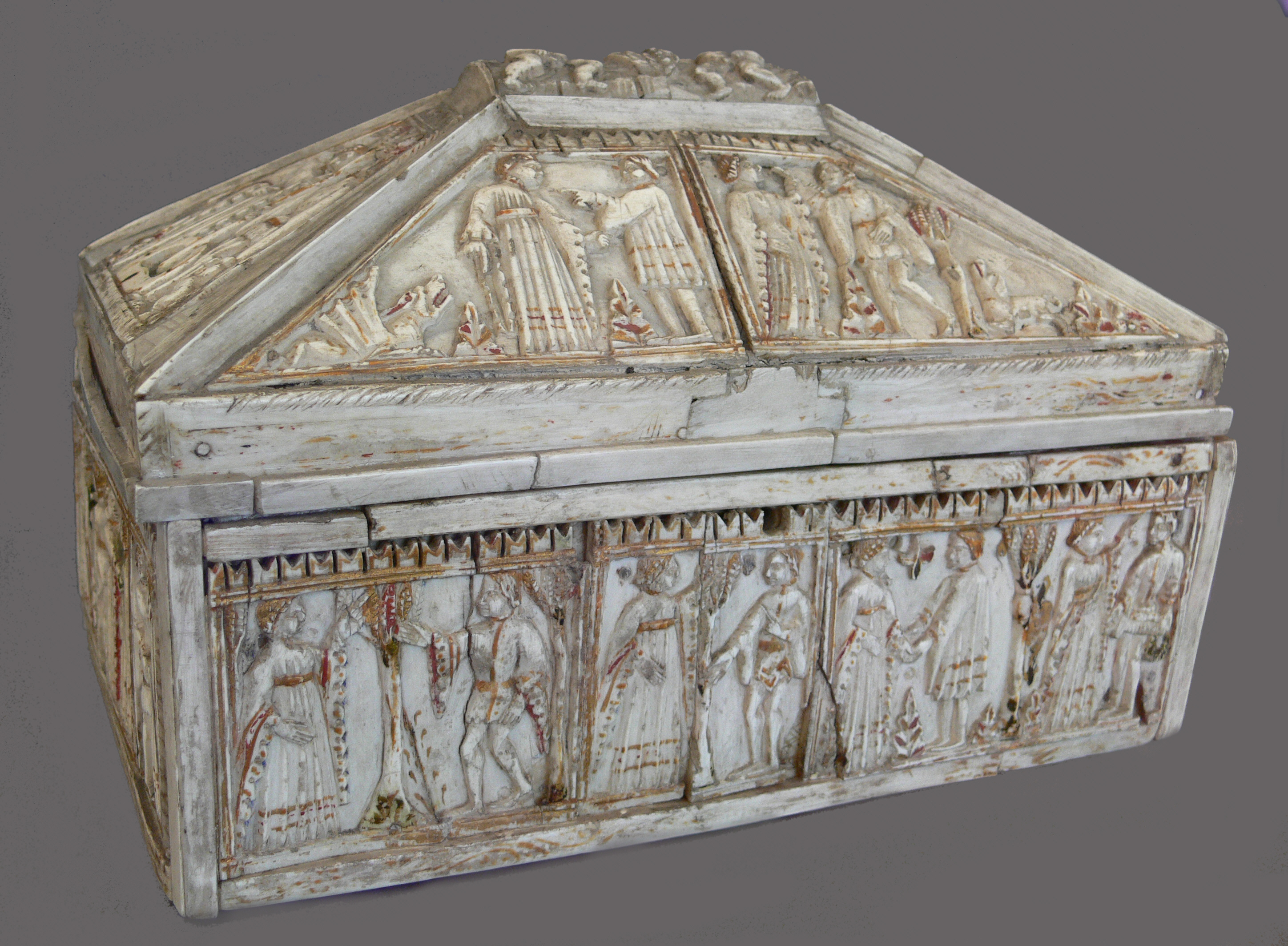
Coffret réalisé par assemblage de morceaux d'os découpés et sculptés, rappelant l'ivoire (fin XIVe siècle).

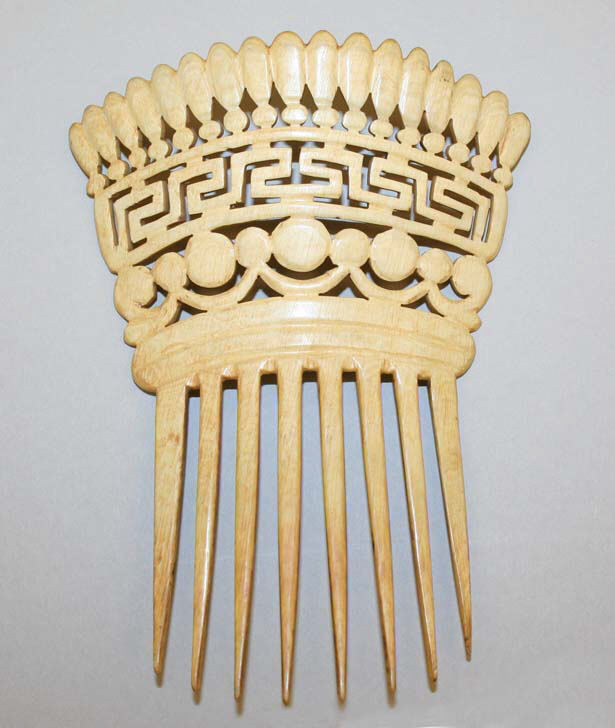
Peigne de parure (vers 1799-1820).

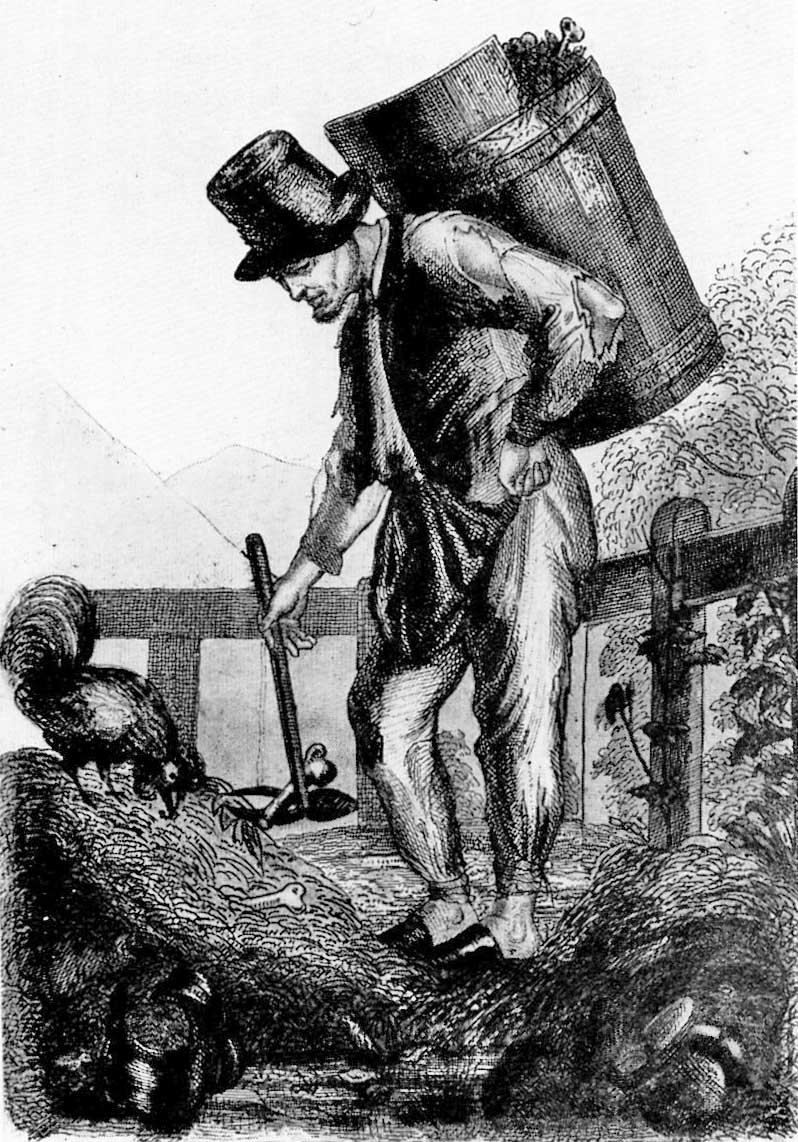
Chercheur d'os en Angleterre au XIXe siècle.

Depuis la préhistoire, des os animaux ou humains ont eu des usages variés.
Ils ont par exemple servi à produire :
- du combustible[8].
- des éléments porteurs dans des habitations préhistoriques (os de mammouths et de baleines).
- des bijoux, des objets utilitaires.
- des flûtes, notamment sculptées dans des tibias humains.
- des adhésifs et de la gélatine d'os pour le collage du bois, dès l'antiquité égyptienne. Un document daté de 1470 av. J.-C. décrit la fabrication de la colle d'os dans la construction du mobilier[9],[10].
- des substituts bon marché de l'ivoire.
- des éléments symboliques (crâne en particulier) de squelettes d'animaux ou humains conservés et parfois exposés de manière rituelle, utilisée par nombre de religions (ossuaires, catacombes, ...) ou pour des usages guerriers.
- des objets pédagogiques, avec par exemple les squelettes reconstitués pour l'enseignement de la médecine ou de la biologie, pour le public des musées d'histoire naturelle ou pour l'apprentissage de l'anatomie aux artistes et aux professions paramédicales.
- Plus récemment, l'étude des os des morts permet par analyse génétique, physique (dont isotopique) et biochimique d'obtenir des informations rétrospectives sur l'individu et son environnement, ainsi a-t-on pu prouver que les riches romains de l'Antiquité s'empoisonnaient avec le plomb de leur vaisselle. Pour les périodes récentes, c'est un des domaines de la médecine légale, mais l'archéologue peut étudier les os de momies ou d'Hommes préhistoriques avec des objectifs proches et des moyens techniques partagés.
- L'os est aussi source de bioinspiration. En 2016-2017 des chercheurs ont produit un acier imitant l'os[11] (dans l'os des fibres nanométriques de collagène forment une structure stratifié, dont les couches sont orientées dans des directions différentes, et aux échelles millimétriques l'os a une structure en mie de pain organisée en Treillis (ensemble ordonné) qui le rend très solide, empêchant la propagation de fissures dans toutes les directions et à partir de n’importe quel point[11]. Des métallurgistes ont copié ce principe en créant un acier nanostructuré à la manière de l’os en utilisant des alliages différents (avec des degrés de dureté différents)[11]. Pour s’y propager une fissure doit suivre un chemin complexe et vaincre de nombreuses résistances car les nano-parties souples de l’assemblage absorbent l'énergie des contraintes, même répétées, pouvant même refermer les microfissures juste après leur apparition[11]. De nouveaux aciers légers sont envisageables pour créer des ponts, robots, engins spatiaux ou sous-marins ou véhicules terrestres ou des structures qu’on veut rendre plus résistantes aux fissures ou plus exactement à la propagation de fissures risquant de conduire à une fracture de l’ensemble[11].

### Sous-produits animaux

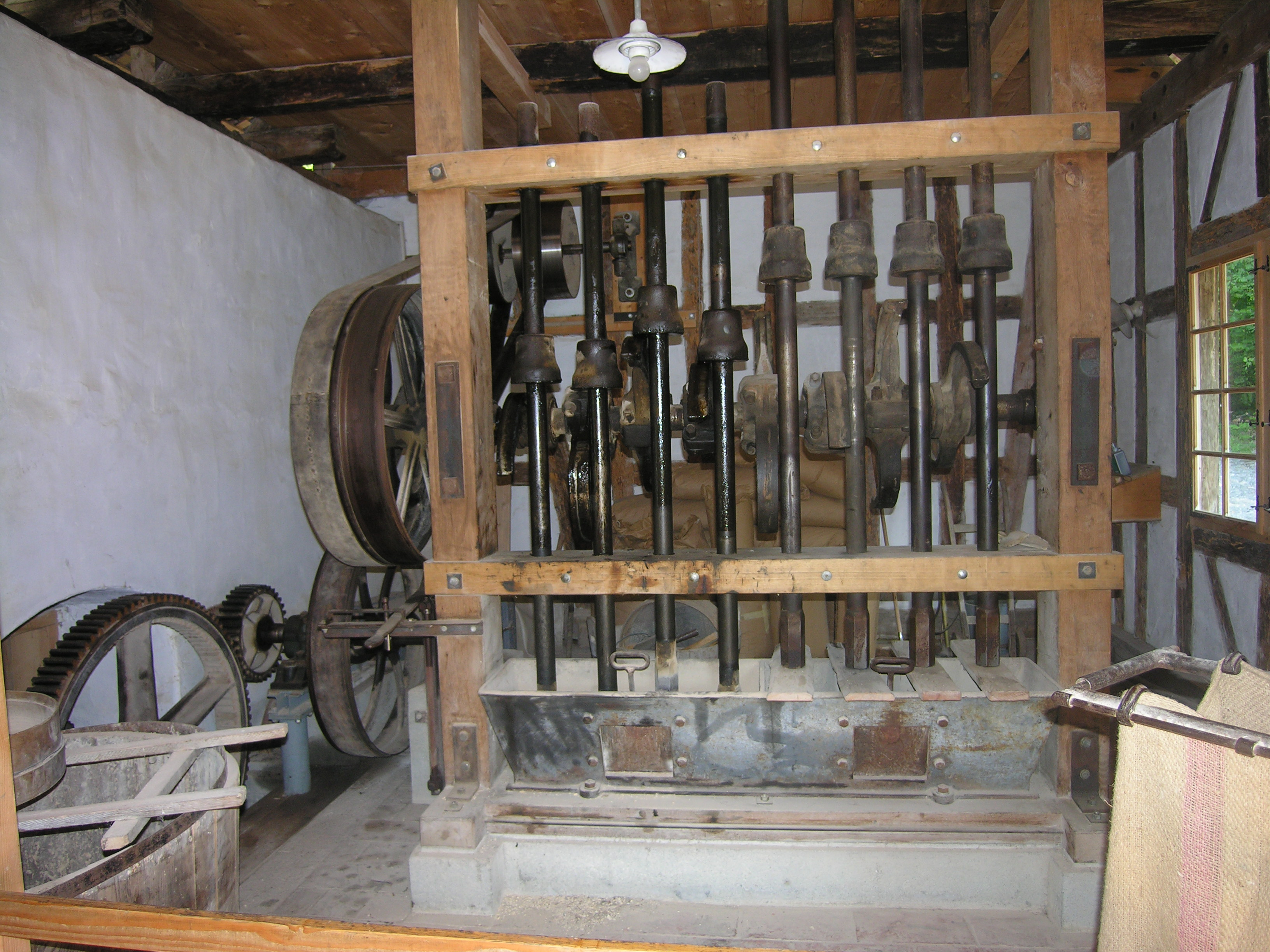
Moulin à broyer les os, pour produire un engrais riche en calcium, phosphore, magnésium.

Lorsqu'ils sont de bonne qualité (hormis les os de porcs pour certains usages) les os récupérés à l'abattoir à partir d'animaux de rente, d'élevage pour la viande ou de gibier peuvent aussi être utilisés pour en extraire de la gélatine industrielle et fabriquer des engrais ; avec parfois un risque d'obtenir un engrais pollué par le plomb ou d'autres toxiques. En effet, par exemple certains radionucléides, (potassium et phosphore radioactif) sont susceptibles d'avoir été accidentellement accumulés par des mammifères dans leurs os, de même pour le plomb qui se fixe préférentiellement et par ordre décroissant dans l'os puis dans le foie (chez les mammifères après ingestion « 90 % du plomb sont liés aux érythrocytes et stockés pour 80 à 90 % dans les os », non sans une certaine toxicité pour les ostéoblastes. Or en 1985 une étude de suivi vétérinaire a clairement montré que les foies de jeunes porcs envoyés à l'abattoir étaient dans un cas sur deux environ déjà trop contaminés par le plomb. La source de contamination était probablement leur nourriture car les vétérinaires n'observaient pas de variations géographique nette de la contamination ; Lors de l'étude de 1985, sur 300 échantillons composés des 2 reins par porcs (« jeunes porcins »), 218 analyses ont été faites pour le plomb : 123 résultats étaient inférieurs au seuil de tolérantes qui était de 0,2 ppm (soit 56,4 %) et 95 le dépassaient (soit 43,6 %). Les mêmes analyse reconduites en 1986 ont confirmé celles de 1985.
La farine d'os est souvent produite avec des os (d'animaux terrestres) de seconde qualité ; les gros os longs peuvent être vendus en boucherie comme os à moelle. Les autres peuvent préalablement être utilisés pour la fabrication de gélatine et/ou traités pour fabriquer du phosphate dicalcique ou de la poudre d'osséine ; la farine est produite par chauffage, dégraissage, séchage, broyage et tamisage des os ; 
À titre d'exemple, en France (où sont produites environ 400 000 t/an, la farine d'os de porc produite par les équarrisseurs et les fondeurs contient en moyenne 34 % de phosphate de calcium, 4 % de carbonate de calcium et des protéines (36 à 40 % qui sont essentiellement le constituant du collagène). Elle est revendue pour être intégrée dans l'alimentation animale (où elle sera mélangée avec de la farine de viande plus riche en protéines). Comme les farines de viandes et les farines de sang, les farines d'os sont soumises aux cours mondiaux des protéines animales et végétales
Risques sanitaires : Leur incorporation, dans de mauvaises conditions, dans les farines animales données à des herbivores a été à l'origine de l'encéphalopathie spongiforme bovine (aussi appelée « maladie de la vache folle »), et peut-être de la CWD, deux maladies animales à prions. La consommation de restes humains par des humains a été dans un passé récent à l'origine de cas groupés d'un variant de la maladie de Creutzfeldt-Jakob.